# Frequency (Musikfestival)

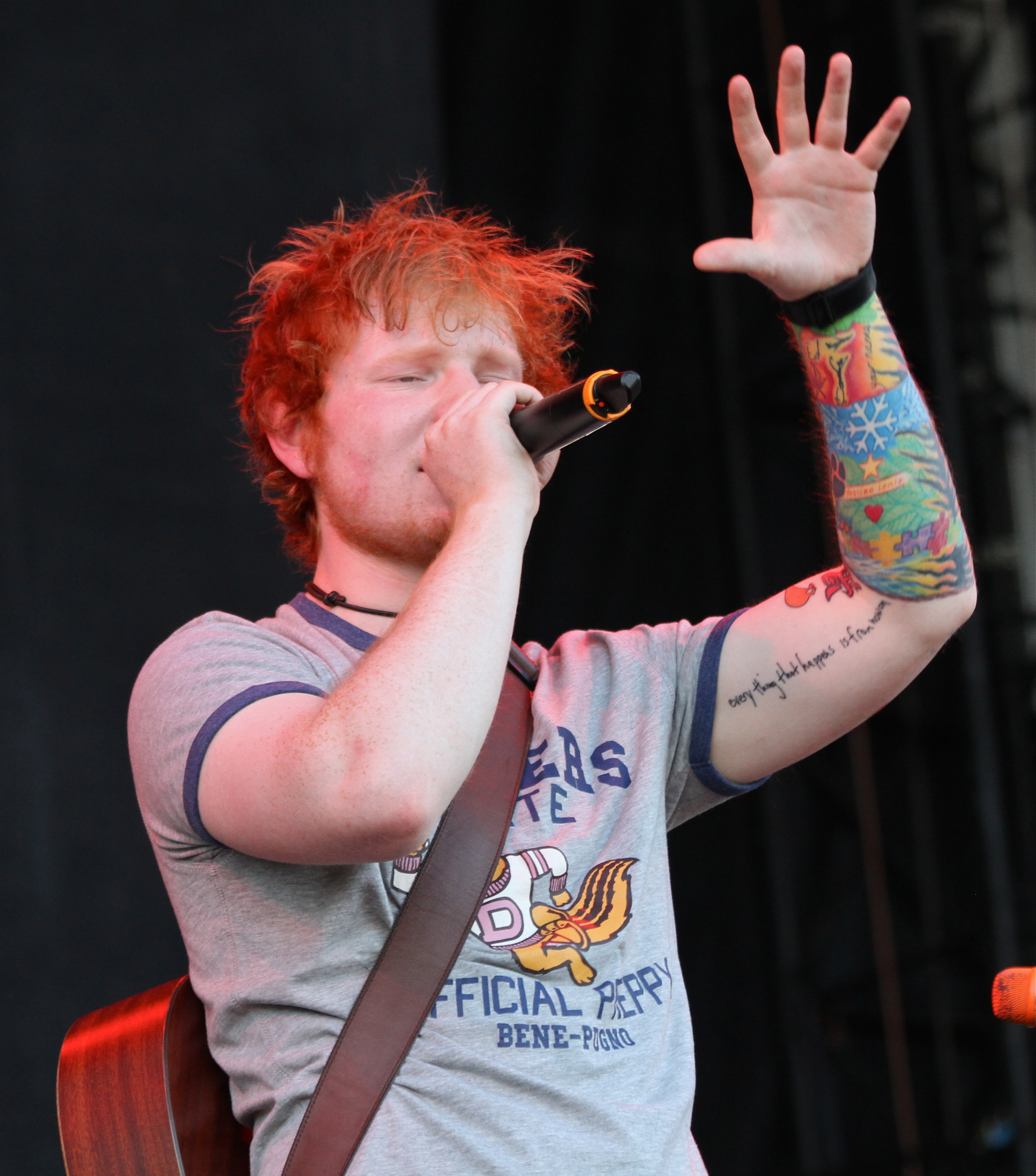
Ed Sheeran am Frequency 2012

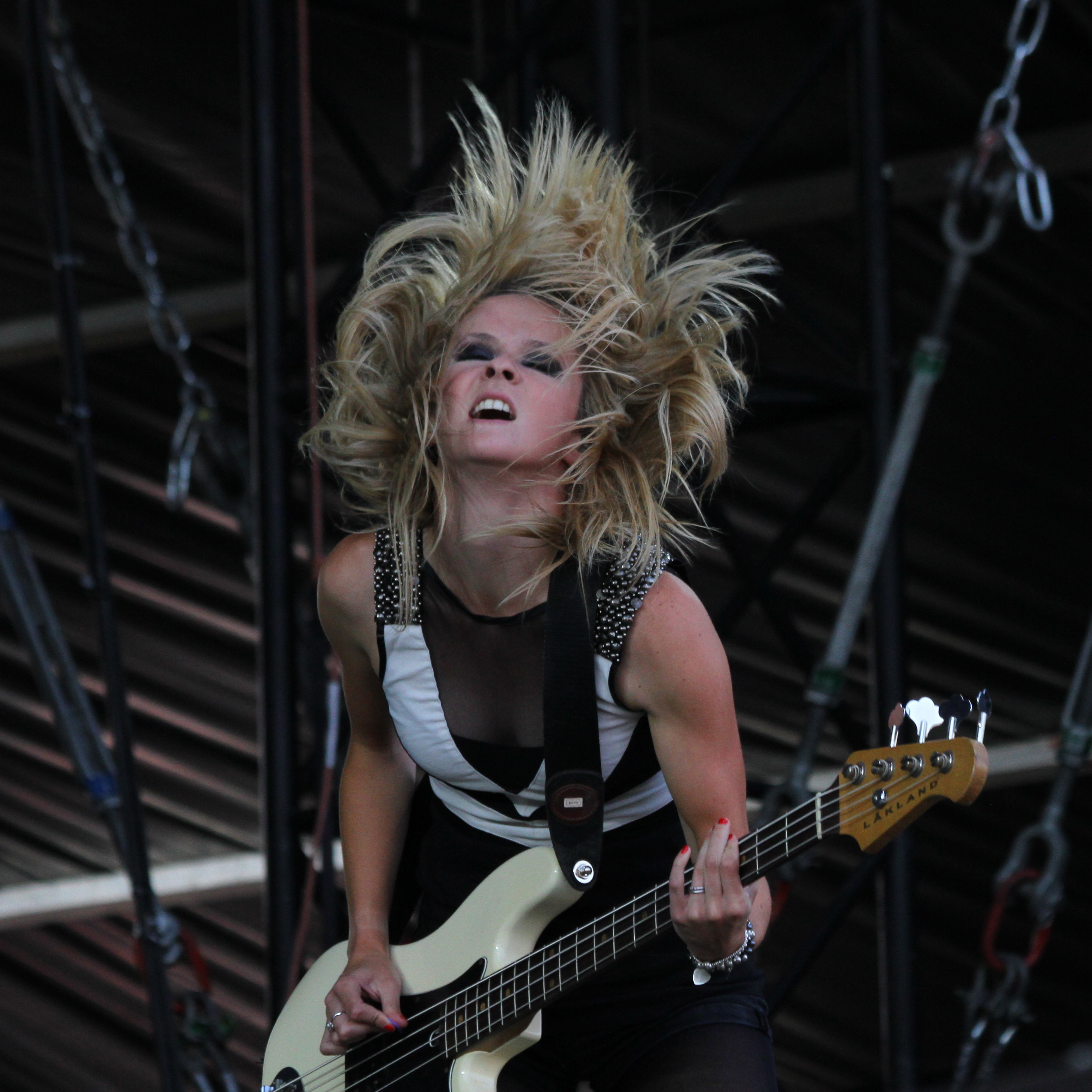
Charlotte Cooper von The Subways am Frequency 2012

Das Frequency Festival (auch Frequency oder FM4-Frequency-Festival genannt) ist ein jährlich stattfindendes, österreichisches Musikfestival. Es fand 2001 in Wien und von 2002 bis 2008 am Salzburgring statt; seit 2009 wird das Festival am Gelände des VAZ St. Pölten veranstaltet.

## Allgemeines
Das Frequency Festival wird von Harry Jenners Unternehmen Musicnet in Zusammenarbeit mit Nova Music veranstaltet.
Jahr für Jahr kommen Zehntausende Besucher, vorwiegend aus Österreich und Deutschland.
Die auftretenden Bands gehören hauptsächlich dem Indie- bzw. Alternativgenre an, ebenso sind Vertreter des Grunge, der elektronischen Musik und des Hip-Hops zu finden.

## Geschichte und Programm

### 2001
Am 8. und 9. Juni 2001 fand das Festival erstmals auf dem Open-Air-Gelände der Arena in Wien statt, damals mit dem Untertitel Vienna City Festival. Auftretende Acts waren: Slut, Stereo Total, Nina, Total Chaos, Seeed, Afrob, 2raumwohnung, Blumfeld, Heinz aus Wien, Rah Digga und Eins Zwo.

### 2002
2002 wurde das Festival auf den Salzburgring verlegt. Die Entscheidung für dieses Gelände wurde einerseits durch die zu kleinen Campingmöglichkeiten in Wien und andererseits durch die Nähe Salzburgs zu Deutschland, die zentrale Lage in Österreich und die nette Landschaft beeinflusst. Pro Tag kamen ca. 10.000 Besucher.
| Main Stage     | Main Stage                         | Alternative Tent | Alternative Tent      |         |
| 14. Juni       | 15. Juni                           | 14. Juni         | 15. Juni              |         |
| Die Ärzte      | Sonic Youth                        | Kosheen          | The Tarantinos        |         |
| Tocotronic     | Sportfreunde Stiller               | Bauchklang       | Attwenger             |         |
| Son Goku       | The International Noise Conspiracy | Gentleman        | Stermann & Grissemann |         |
| Gomez          | Die Sterne                         | Sneaker Pimps    | Blumentopf            |         |
| Such a Surge   | The Donots                         | Curse            | Schönheitsfehler      |         |
| Heinz aus Wien | Slut                               | Leaves           | Chima                 |         |
| Emil Bulls     | Lambretta                          | Das Pop          | Texta                 |         |
| Rival Schools  | Naked Raven                        | Fiva MC          | Zeronic               |         |
| FRAME          | MIA.                               | Zuka             | Etro Anime            | Shyne11 |
|                |                                    | Jugendstil       | Infernal              |         |

### 2003
2003 war das Festival mit 40.000 Besuchern ausverkauft.
| Main Stage   | Main Stage           | Alternative Tent  | Alternative Tent         |
| 14. August   | 15. August           | 14. August        | 15. August               |
| Travis       | Metallica            | Seeed             | Louie Austen             |
| Heather Nova | Placebo              | Bauchklang        | Console                  |
| Blumfeld     | Beck                 | Tahiti 80         | Main Concept             |
| Ash          | Sportfreunde Stiller | DePhazz           | Kinderzimmer Productions |
| Terrorgruppe | The Notwist          | Curbs             | Die Goldenen Zitronen    |
| Blackmail    | Bright Eyes          | Xploding Plastix  | International Pony       |
| Kante        | Grandaddy            | Puppetmastaz      | Kettcar                  |
| Biffy Clyro  | Alien Ant Farm       | 3 Feet Smaller    | Beginner                 |
| Comaah       | Wir sind Helden      | Christoph & Lollo | Jugendstil               |
| The Seesaw   | Tomte                | Petsch Moser      | Nova International       |
|              |                      |                   | Wedekind                 |

### 2004
2004 wurde anstatt der Zeltbühne eine zweite Open-Air-Bühne aufgebaut und das Festivalareal vergrößert.
| Main Stage      | Main Stage             | 2nd Open Air Stage         | 2nd Open Air Stage       |
| 13. August      | 14. August             | 13. August                 | 14. August               |
| Die Ärzte       | Die Fantastischen Vier | Faithless                  | Keane                    |
| Seeed           | The Dandy Warhols      | Groove Armada              | Slut                     |
| The Darkness    | Kings of Leon          | Patrice                    | Max Herre                |
| Ash             | Donots                 | Blumentopf                 | Snow Patrol              |
| Whyte Seeds     | Apocalyptica           | 2raumwohnung               | Die Sterne               |
| Mondo Generator | Mando Diao             | The Crash                  | Adam Green               |
| 3 Feet Smaller  | Tigerbeat              | Mediengruppe Telekommander | Liars                    |
| The Seesaw      | Jugendstil             | Julia                      | Pretty Girls Make Graves |
| Hörspielcrew    | Curbs                  | Lockdown Project           | Sarah Bettens            |
| Funkalicious    | Coshiva                | Olli Schulz                | Jellybeat                |
|                 |                        | Guadalajara                |                          |

### 2005
2005 fand das Festival drei Tage lang statt. Die Veranstalter gerieten in Kritik, da viele Besucher der Meinung waren, es seien zu viele Leute auf das Gelände gelassen worden. Es wurde kritisiert, dass das Gelände nicht für die 50.000 bis 55.000 Leute geeignet sei. Nach dem Auftritt des Farin Urlaub Racing Teams kam es zu einem Unfall: Eine Brücke, welche vom Ring weg führte, brach ein. Österreichisches Rotes Kreuz, Security und Feuerwehr waren sofort am Unfallort. Etwa 30 Personen wurden verletzt, elf davon mussten ins Krankenhaus gebracht werden. Das Festival lief trotzdem weiter, eine Massenpanik brach nicht aus.
| 1. Open Air Bühne     | 1. Open Air Bühne        | 1. Open Air Bühne     | 2. Open Air Bühne   | 2. Open Air Bühne    |
| 18. August            | 19. August               | 20. August            | 19. August          | 20. August           |
| Oasis                 | Foo Fighters             | Die Toten Hosen       | Adam Green          | Gentleman            |
| Weezer                | Queens of the Stone Age  | Sportfreunde Stiller  | Max Herre           | Kosheen              |
| The Jessica Fletchers | Farin Urlaub Racing Team | Kings of Leon         | Ladytron            | Asian Dub Foundation |
| The Others            | Flogging Molly           | Incubus               | Stereo Total        | Roots Manuva         |
| Pink as a Panther     | Hot Hot Heat             | Beatsteaks            | Kante               | DePhazz              |
|                       | Danko Jones              | The Coral             | MxPx                | Massive Töne         |
|                       | Tamoto                   | The Subways           | She-Male Trouble    | Editors              |
|                       | The Raveonettes          | The Blue Van          | Culcha Candela      | Infadels             |
|                       | Julia                    | Northern Lite         | The Bunny Situation | William White        |
|                       | When the Music's Over    | J*A*N feat. U.D.S.S.R |                     |                      |
|                       |                          | Bolzplatz Heroes      |                     |                      |

### 2006
2006 fand das Festival am 17. und 18. August am Salzburgring statt. Es kamen ca. 65.000 Besucher.
| Main Stage      | Main Stage      | 2. Open-Air-Bühne          | 2. Open-Air-Bühne |
| 17. August      | 18. August      | 17. August                 | 18. August        |
| Muse            | Franz Ferdinand | Scissor Sisters            | Belle & Sebastian |
| Morrissey       | The Prodigy     | Soulwax Nightversions Live | Calexico          |
| Wir sind Helden | Mando Diao      | Body Count feat. Ice-T     | Bauchklang        |
| Nada Surf       | Kaiser Chiefs   | Lostprophets               | Fettes Brot       |
| Blumfeld        | Arctic Monkeys  | Less Than Jake             | Art Brut          |
| The Futureheads | Editors         | Eagles of Death Metal      | Joy Denalane      |
| Paolo Nutini    | Tomte           | Kettcar                    | We Are Scientists |
| 3 Feet Smaller  | Cursive         | Coheed and Cambria         | Robocop Kraus     |
| Gods of Blitz   | Morningwood     | Kaizers Orchestra          | The Paddingtons   |
| Mohair          | Brakes          | Broken Social Scene        | The Bishops       |
|                 |                 | Sugarplum Fairy            | Goldenhorse       |

### 2007
2007 fand das Festival vom 15. bis zum 17. August am Salzburgring statt. Die Headliner-Band Tool musste ihren Auftritt absagen. Laut Veranstalter war das Festival mit 45.000 verkauften Drei-Tages-Pässen ausverkauft.
| Race Stage                                  | Race Stage             | Race Stage        | Green Stage       | Green Stage                   | Green Stage              | Open Stage                       | Open Stage | Open Stage               |
| 15. August                                  | 16. August             | 17. August        | 15. August        | 16. August                    | 17. August               | 15. August                       | 16. August | 17. August               |
| Groove Armada                               | Die Ärzte              | Seeed             | 2raumwohnung      | Freundeskreis                 | Billy Talent             | The Sonic Boom Foundation        | Circularis | Skeptic Eleptic          |
| Silverchair                                 | Nine Inch Nails        | Kaiser Chiefs     | Tocotronic        | Interpol                      | Millencolin              | Guardians of the Ancient Wisdom  | Overflow   | Sorgente                 |
| Eagles of Death Metal                       | Beatsteaks             | Fall Out Boy      | Shout Out Louds   | Jan Delay                     | Madsen                   | Laing                            | Vronz      | Emir & The Frozen Camels |
| … And You Will Know Us by the Trail of Dead | Snow Patrol            | Klaxons           | The Dandy Warhols | The Good, the Bad & the Queen | 3 Feet Smaller           | Goodbye Kitty                    | Rockrainer | Blindtext                |
| The View                                    | MIA.                   | The Locos         | The Ark           | Jimmy Eat World               | Moneybrother             | I und de Gitarre von meiner Mama | Rearview   | Audioflow                |
| Brand New                                   | Juliette and the Licks | Gods of Blitz     | The Twang         | The Sounds                    | The Electric Soft Parade |                                  |            |                          |
| The Films                                   | Sugarplum Fairy        | Hellogoodbye      | Vanilla Sky       | !!!                           | Grossstadtgeflüster      |                                  |            |                          |
|                                             | Deckchair Orange       | Drive-By Argument | Jerx              | Fotos                         | From Dawn to Fall        |                                  |            |                          |
|                                             |                        |                   |                   | Ghosts                        |                          |                                  |            |                          |

### 2008
2008 fand das Festival vom 14. bis 16. August am Salzburgring statt. Es gab eine neue Bühne (Weekender-UK-Stage). Insgesamt waren etwa 90 Bands zu sehen, es gab eine prominente Absage, die Babyshambles.
| Race Stage        | Race Stage             | Race Stage         | Green Stage              | Green Stage       | Green Stage    | Weekender UK Stage  | Weekender UK Stage | Weekender UK Stage | Open Stage                        | Open Stage         | Open Stage     |
| 14. August        | 15. August             | 16. August         | 14. August               | 15. August        | 16. August     | 14. August          | 15. August         | 16. August         | 14. August                        | 15. August         | 16. August     |
| R.E.M.            | Die Fantastischen Vier | The Killers        | Digitalism               | Adam Green        | Tricky         | The Teenagers       | The Indelicates    | Eight Legs         | .Hesslers.                        | Lavagance          | Revolving Door |
| Travis            | Manic Street Preachers | Dropkick Murphys   | Patrice                  | Iron & Wine       | Justice        | Look See Proof      | Kingsize           | The Rocks          | Comacat                           | Lucky Strikes Back | Schein         |
| Flogging Molly    | The Hives              | Kaizers Orchestra  | Ladytron                 | Slut              | Madsen         | Lightspeed Champion | White Lies         | Red Light Company  | Defcon                            | Minze              | The Dead Class |
| Maxïmo Park       | The Charlatans         | The Subways        | José González            | Blackmail         | Danko Jones    | Kristoffer Ragnstam | Sparkadia          | The Lea Shores     | I Und Die Gitarre Von Meiner Mama | riseFALLING        | The Gogets     |
| Dresden Dolls     | Dirty Pretty Things    | Julia              | Mindless Self Indulgence | IAMX              | Alkaline Trio  | The Sugars          | 1984               | The Lines          | Pardon Ms. Arden                  | Shenaniganz        | The Noregrets  |
| We Are Scientists | The Roots              | Year Long Disaster | Nneka                    | Teitur            | Thrice         |                     |                    |                    |                                   |                    |                |
| The Wombats       | Louis XIV              | Absentee           | Balkan Beat Box          | HIFI Handgrenades | Get Well Soon  |                     |                    |                    |                                   |                    |                |
| Blood Red Shoes   | Chikinki               |                    | Reduce Speed Now         | Kontrust          | Itchy Poopzkid |                     |                    |                    |                                   |                    |                |

### 2009
2009 fand das Frequency-Festival vom 20. bis 22. August nicht mehr in Salzburg statt, sondern zog auf das Gelände des Nuke-Festivals am VAZ St. Pölten in Niederösterreich. Es waren circa 100 Acts vertreten. Erstmals gab es auch in der Nacht Acts auf drei Bühnen (Urban Artforms Floor, Elektro Floor, NME Floor) mit weltbekannten DJs wie Carl Cox, Eric Prydz, Dennis Deen, Mstrkrft oder 2ManyDjs. Das Festival war mit einem Kontingent von 40.000 Tickets restlos ausverkauft.
| Race Stage            | Race Stage                                         | Race Stage   | Green Stage   | Green Stage        | Green Stage      | Weekender UK Stage                      | Weekender UK Stage      | Weekender UK Stage       | Open Stage           | Open Stage     | Open Stage                 |
| 20. August            | 21. August                                         | 22. August   | 20. August    | 21. August         | 22. August       | 20. August                              | 21. August              | 22. August               | 20. August           | 21. August     | 22. August                 |
| Peter Fox             | Radiohead                                          | The Prodigy  | Pendulum      | Grace Jones        | Ska-P            | The Airborne Toxic Event                | Official Secrets Act    | The Black Box Revelation | Petsch Moser         | Herbstrock     | Kreisky                    |
| Kasabian              | Bloc Party                                         | Mando Diao   | Rise Against  | Marc Almond & Band | Culcha Candela   | The Cinematics                          | The Lines               | Pivot                    | Sympathy for Nothing | Soulfire       | Kitty Cat & The Ugly Heads |
| Eagles of Death Metal | Farin Urlaub Racing Team                           | MIA.         | Volbeat       | Kettcar            | Thomas D         | An Experiment on a Bird in the Air Pump | Wallis Bird             | This City                | Pirate Radio Station | Deadly Embrace | Sequence                   |
| AFI                   | Jarvis Cocker                                      | Editors      | Anti-Flag     | Little Boots       | Mono & Nikitaman | The Neon Empire                         | Baddies                 | Middle Class Rut         | Noctunes             | Bluepearl      | Scrubs                     |
| The Ting Tings        | Jello Biafra and the Guantanamo School of Medicine | The Subways  | Selig         | Heather Nova       | Polarkreis 18    |                                         | Asaf Avidan & The Mojos | Elektrik Kezy Mezy       | Maestros Memorial    | Noisehate      | The Buttons                |
| Jet                   | Tomte                                              | The Sounds   | Enter Shikari | Thursday           | Sebastian Sturm  |                                         |                         |                          | Satory               | Siebenschläfer | Neodisco                   |
| Glasvegas             | T(I)NC                                             | Port O’Brien | Dúné          | Milow              | Auletta          |                                         |                         |                          |                      |                |                            |
| C. J. Ramone          |                                                    | Alfonso      | Cuvée         | Curbis             | Mandy Tankys     |                                         |                         |                          |                      |                |                            |

### 2010
2010 wurde das Festival als FM4 Frequency vom 19. bis 21. August erneut in St. Pölten abgehalten. Die Konzerte von Black Rebel Motorcycle Club sowie Ou Est Le Swimming Pool wurden abgesagt, da The-Call-Sänger Michael Been, Vater von Robert Levon Been (Sänger und Bassist von Black Rebel Motorcycle Club), kurz zuvor während des belgischen Musik-Festivals Pukkelpop an einem Herzinfarkt starb.
| Race Stage             | Race Stage                | Race Stage         | Green Stage         | Green Stage       | Green Stage               | plingg & Weekender Stage | plingg & Weekender Stage | plingg & Weekender Stage |
| 19. August             | 20. August                | 21. August         | 19. August          | 20. August        | 21. August                | 19. August               | 20. August               | 21. August               |
| Muse                   | Massive Attack            | Die Toten Hosen    | Jan Delay           | Tocotronic        | Fettes Brot               | Au Revoir Simone         | Alf Poier                | FM Belfast               |
| NOFX                   | LCD Soundsystem           | Billy Talent       | The Specials        | We Are Scientists | Element of Crime          | The Drums                | Expatriate               | Goldheart Assembly       |
| Skunk Anansie          | Klaxons                   | 30 Seconds to Mars | La Roux             | Yeasayer          | Wir sind Helden           | Marina and the Diamonds  | Fool's Gold              | Goldhawks                |
| Gogol Bordello         | Madsen                    | Zoot Woman         | Bad Religion        | Delphic           | Melissa Auf der Maur      | General Fiasco           | Bang Bang Eche           | Twin Atlantic            |
| White Lies             | Miss Platnum              | Archive            | Hot Chip            | Serj Tankian      | Johnossi                  | Ehschoderrisch           | Stompin Souls            | Ramazuri                 |
| Shout Out Louds        | The Asteroids Galaxy Tour | Norbert Schneider  | The Gaslight Anthem | Wallis Bird       | Eternal Tango             | The New Vitamin          | Jammabe                  | The Beth Edges           |
| Peaches                | Martina Topley-Bird       | Blue October       | Mumford & Sons      | Portugal. The Man | The Sonic Boom Foundation | Trashdogs                | Faster than Sound        | The H                    |
| The Cribs              |                           | Bilderbuch         | Get Well Soon       | Evil Mopped       |                           | Boxer John               | Solvent Free             | Jon Doe                  |
| Pulled Apart by Horses |                           |                    | Kommando Elefant    |                   |                           |                          |                          |                          |

### 2011
2011 fand das Festival vom 18. bis zum 20. August in St. Pölten statt. Erste Negativschlagzeilen gab es als bei einer Razzia circa 70 Schwarzarbeiter entdeckt wurden, die Hälfte davon arbeitete in der Gastronomie, die andere in der Müllentsorgung. Veranstalter Harry Jenner wies aber jede Schuld von sich, da nicht er, sondern Zulieferfirmen für die Anstellung ihrer Mitarbeiter verantwortlich seien.
| Race Stage          | Race Stage        | Race Stage          | Green Stage          | Green Stage       | Green Stage           | Weekender & Plingg Stage  | Weekender & Plingg Stage | Weekender & Plingg Stage |
| 18. August          | 19. August        | 20. August          | 18. August           | 19. August        | 20. August            | 18. August                | 19. August               | 20. August               |
| Seeed               | Deichkind         | Foo Fighters        | The Kooks            | Dropkick Murphys  | The Chemical Brothers | Mona                      | The Rifles               | Smith Westerns           |
| Beady Eye           | Kasabian          | Rise Against        | Kaiser Chiefs        | Apocalyptica      | Stereo MCs            | My Jerusalem              | King Charles             | The Sound of Arrows      |
| Interpol            | Elbow             | The Ting Tings      | Hurts                | Mono & Nikitaman  | Carl Barât            | The Hundreds in the Hands | LCMDF                    | Mini Mansions            |
| The National        | 3 Feet Smaller    | Jimmy Eat World     | Kaizers Orchestra    | Feeder            | Friendly Fires        | Japanese Voyeurs          | Mamer Brown              | Royal Bangs              |
| Clueso & Band       | Crystal Fighters  | Panic! at the Disco | Kele                 | Irie Révoltés     | Nneka                 | The KK                    | Black Box Radio          | Ramazuri                 |
| Bombay Bicycle Club | The Kills         | K’s Choice          | Two Door Cinema Club | Yodelice          | Samy Deluxe           | The Flight of Apollo      | Vaseva                   | J.O.E.L                  |
| Scott Matthew       | The View          | Hadouken!           | Mona                 | Friska Viljor     | Jochen Distelmeyer    | DaHONK                    | 3 Stills                 | Scarlet Preach           |
| Yuck                | Effi              | Anna Calvi          | Jamie Woon           | Angel at My Table | Mimi                  | A Lingua Franca           | Stereo Season            | The Desert Boats         |
| Cloud Control       | Angel at My Table | Jack Beauregard     | Fertig, Los!         |                   | SkaBucks              |                           |                          |                          |

### 2012

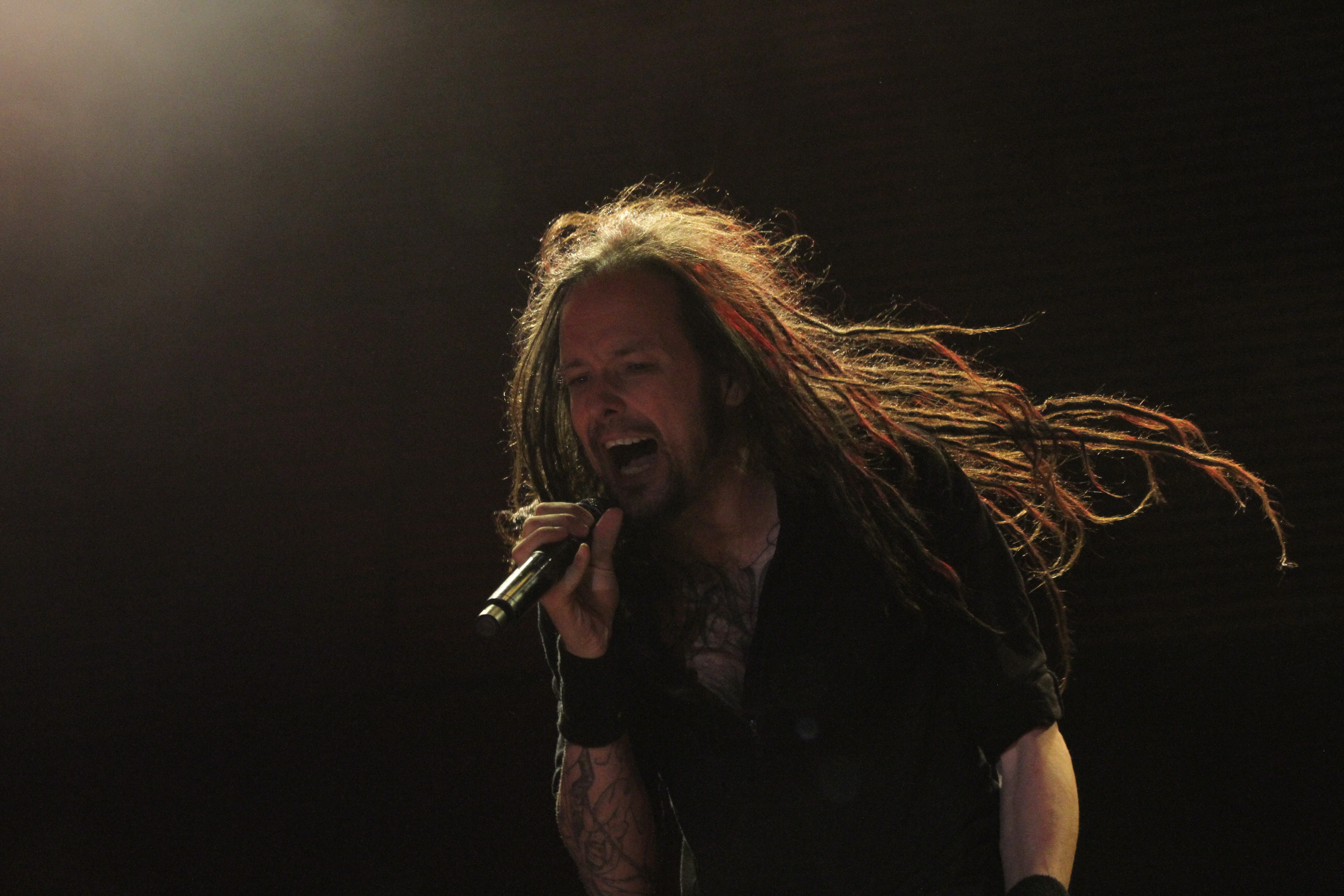
Jonathan Davis von Korn am Frequency 2012

2012 fand das Festival vom 15. bis zum 18. August wieder in St. Pölten statt. Als Neuerung gab es einen „Welcome-Day“, an dem nur die Hauptbühne bespielt wurde und unter anderem The Killers auftraten. Ansonsten befanden sich beispielsweise The Cure, Korn, Beatsteaks, Parov Stelar und Sportfreunde Stiller im Line-Up.
| Space Stage    | Space Stage                        | Space Stage               | Space Stage          | Green Stage               | Green Stage      | Green Stage       | Weekender        | Weekender                 | Weekender         |
| 15. August     | 16. August                         | 17. August                | 18. August           | 16. August                | 17. August       | 18. August        | 16. August       | 17. August                | 18. August        |
| Cro            | Friends                            | We Were Promised Jetpacks | Cloud Nothings       | Boy & Bear                | Breathe Carolina | Elektro Guzzi     | Pardon Ms. Arden | Electron                  | Skeet             |
| Ed Sheeran     | The Maccabees                      | Casper                    | The Jezabels         | We Are Augustines         | Giantree         | Wallis Bird       | PluxX            | Deadnote.danse            | London Elephants  |
| The Black Keys | Kraftklub                          | Dry the River             | Blood Red Shoes      | Ane Brun                  | Dispatch         | Katzenjammer      | Balthazar        | Ewert and the Two Dragons | The Last Republic |
| The Killers    | The Cribs                          | The Subways               | Glasvegas            | Bob Mould                 | Boy              | Milow             | Light Asylum     | TBA                       | Kill It Kid       |
|                | Tocotronic                         | The Hives                 | Hot Chip             | Saint Etienne             | Yellowcard       | The Dandy Warhols | Miike Snow       | Fixers                    | Zulu Winter       |
|                | Wilco                              | Bush                      | Bloc Party           | The Asteroids Galaxy Tour | Frittenbude      | Parov Stelar Band | Daughter         | Alt-J                     | Oberhofer         |
|                | Jan Delay & Disko No. 1            | Beatsteaks                | Sportfreunde Stiller | Kettcar                   | Enter Shikari    | The xx            | Kontrust         | The Beth Edges            |                   |
|                | Noel Gallagher's High Flying Birds | Korn                      | The Cure             | Lykke Li                  | Patrice          | Maxïmo Park       |                  |                           |                   |
|                | Placebo                            |                           |                      | Paul Kalkbrenner          | Mia.             |                   |                  |                           |                   |

### 2013
2013 fand das Festival vom 15. bis zum 17. August in St. Pölten statt. Headliner waren Die Toten Hosen, System of a Down und Tenacious D, die erstmals in Österreich auftraten. Ansonsten spielten Billy Talent, Nick Cave and the Bad Seeds, Flogging Molly, Casper, Kraftklub, Empire of the Sun, Bad Religion und viele andere.
| Space Stage         | Space Stage      | Space Stage         | Green Stage     | Green Stage       | Green Stage                 | Weekender Stage    | Weekender Stage               | Weekender Stage  |
| 15. August          | 16. August       | 17. August          | 15. August      | 16. August        | 17. August                  | 15. August         | 16. August                    | 17. August       |
| Tenacious D         | System of a Down | Die Toten Hosen     | Flogging Molly  | Nero              | Nick Cave and the Bad Seeds | Deap Vally         | Francis International Airport | Erwin & Edwin    |
| Franz Ferdinand     | Bad Religion     | Billy Talent        | Kraftklub       | Left Boy          | Tricky                      | Delorean           | Kensington                    | Alkaline Trio    |
| Empire of the Sun   | Casper           | Skunk Anansie       | 3 Feet Smaller  | Crystal Castles   | Hurts                       | Little Green Cars  | Josh Kumra                    | Johnny Borrell   |
| Of Monsters and Men | Fall Out Boy     | The Gaslight Anthem | The Fratellis   | Madsen            | James Blake                 | Skaters            | The And The Wild              | The Drowning Men |
| Archive             | Awolnation       | Jake Bugg           | Shout Out Louds | Elvis Jackson     | Max Herre                   | Josy & The Joggers | Junip                         | The Makemakes    |
| Killerpilze         | Imagine Dragons  | Olympique           | Blumentopf      | Thees Uhlmann     | Jonathan Jeremiah           | Frenzy Foundation  |                               | Chad Valley      |
| Laura Mvula         | Pennywise        | Brendan Benson      | Groundation     | Miles Kane        | Little Boots                |                    |                               | The Yellow Riffs |
|                     | Willy Moon       | Friska Viljor       | Tom Odell       | Blackout Problems | Slow Magic                  |                    |                               |                  |
|                     | Tonbandgerät     |                     | Marathonmann    | Sizarr            |                             |                    |                               |                  |
|                     |                  |                     |                 | OK Kid            |                             |                    |                               |                  |

### 2014
2014 fand das FM4 Frequency vom 13. bis zum 16. August statt, wobei der erste Tag (Mittwoch) ein eigenständiger Tag war, der separat zu bezahlen war, wodurch die Besucher die Wahl zwischen 3-Tages- und 4-Tages-Tickets hatten. An diesem Tag sind unter anderem Macklemore & Ryan Lewis aufgetreten, weitere Headliner sind Skrillex, Queens of the Stone Age, Placebo und Blink-182. Wie bereits 2008 musste die Band Babyshambles ihren geplanten Auftritt absagen.

### 2015
2015 ging das FM4 Frequency vom 20. bis zum 22. August in St. Pölten mit rund 130.000 Besuchern über die Bühne. Headliner waren Linkin Park, Kendrick Lamar, The Prodigy und The Chemical Brothers. Ansonsten spielten The Offspring, Interpol, Alt-J, Casper, Ellie Goulding, Major Lazer, Martin Garrix, Fritz Kalkbrenner, The Script, Bad Religion, Simple Plan, Charli XCX, Kwabs, Enter Shikari, Alligatoah, K.I.Z, The Wombats, Echosmith und viele andere. Die kürzere Dauer (3 Tage) und langsames Umdenken bei den Besuchern führte zu einem mit 260 Tonnen (2 kg / Besucher) geringeren Müllanfall als im Vorjahr. (2014: 4 Tage, 360 t) Der Veranstalter benötigte 7 Tage für die Reinigung.

### 2016
Das Frequency 2016 fand vom 17. August bis 20. August 2016 statt.
| Space Stage   | Space Stage             | Space Stage          | Green Stage       | Green Stage          | Green Stage      | Weekender Stage | Weekender Stage | Weekender Stage     |
| 18. August    | 19. August              | 20. August           | 18. August        | 19. August           | 20. August       | 18. August      | 19. August      | 20. August          |
| Deichkind     | Parov Stelar            | Manu Chao La Ventura | Damian Marley     | Rudimental           | Die Antwoord     | Honne           | Käptn Peng      | Sofa Surfers        |
| Bilderbuch    | Sportfreunde Stiller    | Massive Attack       | Paul Kalkbrenner  | Bring Me the Horizon | Limp Bizkit      | OK Kid          | Anderson Paak   | Iris Gold           |
| Bastille      | The Last Shadow Puppets | Bloc Party           | M83               | Zedd                 | WIZO             | Oh Wonder       | Dame            | The Boxer Rebellion |
| The Lumineers | Foals                   | The Kills            | Parkway Drive     | Wolfmother           | Skunk Anansie    | Seafret         | Umse            | Børns               |
| Jack Garratt  | The Temper Trap         | Coheed and Cambria   | G-Eazy            | Jennifer Rostock     | Flatbush Zombies | Coasts          | Skero           | Trevor Sensor       |
| Miike Snow    | Matt Simons             | Jamie Lawson         | Fat Freddy’s Drop | Fat White Family     | Moop Mama        | Frances         | Mick Jenkins    |                     |
| Dua Lipa      | Walking on Cars         | Niila                | Red               | Turbobier            | 257ers           |                 |                 |                     |
| SSIO          | M.P.                    | The Front Bottoms    | Tagtraeumer       | Chefboss             | Laura Zotti      |                 |                 |                     |
| Mimo          |                         |                      |                   |                      |                  |                 |                 |                     |

### 2017
Das Frequency 2017 fand vom 15. bis 17. August in St. Pölten statt.
| Daypark             | Daypark     | Daypark        | Daypark              | Daypark               | Daypark                     | Daypark                     | Daypark                      |                     |                  |             | Nightpark            | Nightpark      | Nightpark                 |
| Space Stage         | Space Stage | Space Stage    | Green Stage          | Green Stage           | Weekender Stage / LOL Stage | Weekender Stage / LOL Stage | Weekender Stage / LOL Stage  | Rock Stage          | RAM Record Stage | Hospitality | UAF Stage            | UAF Stage      | UAF Stage                 |
| ------------------- | ----------- | -------------- | -------------------- | --------------------- | --------------------------- | --------------------------- | ---------------------------- | ------------------- | ---------------- | ----------- | -------------------- | -------------- | ------------------------- |
| 15. August          | 16. August  | 17. August     | 16. August           | 17. August            | 15. August                  | 16. August                  | 17. August                   | 15. August          | 16. August       | 17. August  | 15. August           | 17. August     | 18. August                |
| Kytes               | Fiva X JRBB | Alan Walker    | Bry                  | Rakede                | Charlie Cunningham          | RIN                         |                              | Positive Kanone     | DubApe           | Kimyan Law  | Parasite             | Booka Shade    | DOS (Musik) b2b Jon Gravy |
| Dame                | Bear’s Den  | Samy Deluxe    | Clean Bandit         | 257ers                | Van Holzen                  | Nimo                        | The Crispies                 | DJ Elk              | Teddy Killerz    | Keeno       | Dope D.O.D.          | Gramatik       | Gorgon City               |
| The Pretty Reckless | Anne-Marie  | White Lies     | The Amity Affliction | RAF Camora & Bonez MC | Little Hurricane            | Karate Andi                 | Die Tagespresse              | Rokko Ramirez       | Culture Shock    | Logistics   | Foreign Beggars      | Sigma          | Sub Focus                 |
| At the Drive-In     | Birdy       | Band of Horses | Breaking Benjamin    | Jennifer Rostock      | D. D. Dumbo                 | Vince Staples               | Maschek.                     | DJ Kid Q vs Manshee | Hamilton         | Hugh Hardie | Noisia               | Valentino Khan | What So Not               |
| The Offspring       | George Ezra | Flume          | Galantis             | Kraftklub             | JP Cooper                   | Yung Hurn                   | Thommy Ten & Amélie van Tass |                     |                  |             | The Bloody Beetroots | Mija           | Yellow Claw               |
| Billy Talent        | Placebo     | Mumford & Sons | Cypress Hill         | Wanda                 |                             |                             |                              |                     |                  |             | Rockwell             |                | Grandtheft                |
| Moderat             | Bilderbuch  | Wiz Khalifa    | Robin Schulz         | Rise Against          |                             |                             |                              |                     |                  |             |                      |                |                           |

### 2018
Das Frequency 2018 fand vom 16. bis 19. August wieder in St. Pölten statt.
Mit insgesamt rund 200.000 Besuchern (ergibt sich aus den 4 multiplizierten Tagen von jeweils 47.000 – 50.000) war das Festival restlos ausverkauft.
| Daypark                              | Daypark               | Daypark          | Daypark            | Daypark     | Daypark        | Daypark                | Daypark            | Daypark         | Nightpark       | Nightpark       | Nightpark  | Nightpark     | Nightpark            | Nightpark          | Nightpark         | Nightpark         | Nightpark         |
| Space Stage                          | Space Stage           | Space Stage      | Space Stage        | Green Stage | Green Stage    | Green Stage            | Weekender Stage    | Weekender Stage | UAF Stage       | UAF Stage       | UAF Stage  | Electro Stage | Electro Stage        | Electro Stage      | Afterburner Stage | Afterburner Stage | Afterburner Stage |
| ------------------------------------ | --------------------- | ---------------- | ------------------ | ----------- | -------------- | ---------------------- | ------------------ | --------------- | --------------- | --------------- | ---------- | ------------- | -------------------- | ------------------ | ----------------- | ----------------- | ----------------- |
| 16. August                           | 17. August            | 18. August       | 19. August         | 16. August  | 17. August     | 18. August             | 17. August         | 18. August      | 16. August      | 17. August      | 18. August | 16. August    | 17. August           | 18. August         | 16. August        | 17. August        | 18. August        |
| Tom Walker                           | Please Madame         | Luciano          | Zugezogen Maskulin | Noname      | TCB Band       | Off Bloom              | At Pavillon        | SWMRS           | Dimension       | Perturbator     | AV AV AV   | Mount         | Parasite             | Splinta B2B Doree  | Serex             | ANZN              | Lumex             |
| Ofenbach                             | Faber                 | Eskimo Callboy   | Papa Roach         | Little Simz | The Crispies   | Feine Sahne Fischfilet | Findlay            | Fufanu          | Wilkinson       | Modestep        | Salute     | Filous        | Mefjus ft. Maskim MC | Pandora & Coda     | Mahodin           | John TPS          | Hernandez         |
| Beartooth                            | RIN                   | The Used         | Lost Frequencies   | Trettmann   | Felix Jaehn    | Walk Off the Earth     | The Wanton Bishops | Cabbage         | Chase & Status  | Krewella        | Jauz       | Kungs         | Andy C               | A.M.C & Turno      | Phandelic         | Tristate          | Concept Art       |
| Käptn Peng & Die Tentakel von Delphi | Afrojack              | Death from Above | Sum 41             | Ufo361      | Jamie Lawson   | The Vaccines           | Francobollo        | Seafret         | Netsky          | Seven Lions     | Dvbbs      | Sigala        | Calyx & Teebee       | Macky Gee          |                   | Chemical Love     |                   |
| Dropkick Murphys                     | RAF Camora & Bonez MC | Timmy Trumpet    | Kaleo              | Yung Hurn   | Mando Diao     | Left Boy               | Thunderpussy       | Yonaka          | Drunken Masters | Louis the Child | Wildstylez | James Hype    | Suki                 | DJ Hype B2B Hazard |                   |                   |                   |
| Die Antwoord                         | Macklemore            | Casper           | Imagine Dragons    | Trailerpark | Broilers       | The Kooks              |                    |                 |                 |                 |            |               |                      | Skore              |                   |                   |                   |
| Gorillaz                             | Hardwell              | Kygo             |                    | Bastille    | Flogging Molly | Vini Vici              |                    |                 |                 |                 |            |               |                      | Shifty             |                   |                   |                   |

### 2019
Das Frequency 2019 fand vom 15. bis 17. August in St. Pölten statt.

### 2020
Das Frequency 2020 (geplant gewesen für 20.–22. August) wurde am 17. April 2020 aufgrund der COVID-19-Pandemie abgesagt.

### 2021
Das Frequency 2021 (geplant gewesen für 19.–21. August) wurde am 16. Juli 2021 aufgrund der COVID-19-Pandemie abgesagt.

### 2022
Das Frequency 2022 fand vom 17. bis 20. August 2022 statt und war ausverkauft.
| Daypark               | Daypark           | Daypark          | Daypark       | Daypark                 | Daypark      | Daypark        | Daypark        | Daypark        | Daypark              | Nightpark           | Nightpark           | Nightpark            | Nightpark            | Nightpark               | Nightpark              |
| Space Stage           | Space Stage       | Space Stage      | Green Stage   | Green Stage             | Green Stage  | Red Bull Stage | Red Bull Stage | Red Bull Stage | Red Bull Stage       | Nightpark 2nd Stage | Nightpark 2nd Stage | Nightpark 2nd Stage  | Nightpark Main Stage | Nightpark Main Stage    | Nightpark Main Stage   |
| --------------------- | ----------------- | ---------------- | ------------- | ----------------------- | ------------ | -------------- | -------------- | -------------- | -------------------- | ------------------- | ------------------- | -------------------- | -------------------- | ----------------------- | ---------------------- |
| 18. August            | 19. August        | 20. August       | 18. August    | 19. August              | 20. August   | 17. August     | 18. August     | 19. August     | 20. August           | 18. August          | 19. August          | 20. August           | 18. August           | 19. August              | 20. August             |
| 100 Gecs              | Blanks            | Fleks            | Zack Fox      | Dilla                   | Sueco        | Gayle          | Lisa Pac       | Glueboys       | Timi                 | Parallax            | Pandora             | Lilith               | Möwe                 | Mandragora              | Hedex ft. MC Skywalker |
| Channel Tres          | Elderbrook        | Florence Arman   | Palaye Royale | Cavetown                | Symba        | Pan Kee Bois   | Leony          | Eyelar         | Kneecap              | Delta Heavy         | DJ Guv              | NC:Matic B2B Fourtex | Matoma               | Wilkinson ft. MC Ad-Apt | Camo & Krooked         |
| Kummer                | JC Stewart        | Lost Frequencies | bbno$         | Bibiza                  | LX & Maxwell | Eli Preiss     | Mimi Webb      | Nova Twins     | Austin Millz         | Noisia DJ Set       | Bou                 | DJ Schinkensuppe     | Vize                 | Habstrakt               | Mefjus ft. Maksim MC   |
| Glass Animals         | G-Eazy            | Lewis Capaldi    | Fever 333     | Von Wegen Lisbeth       | Pashanim     | Yugo           | Jeremy Pascal  | Ski Aggu       | Baby Queen           | Culture Shock       | A.M.C & Turno       | Riton                | Alle Farben          | Nghtmre                 | Koven                  |
| 24kGoldn              | Anne-Marie        | RIN              | LaBrassBanda  | Ferdinand fka. Left Boy | Skepta       | 01099          | Folkshilfe     | Olympya        | Oliver Malcolm       | Forbidden Society   | Janex ft Shifty     | Apashe               | Macky Gee            | Ummet Ozcan             |                        |
| RAF Camora & Bonez MC | AnnenMayKantereit | Bilderbuch       | BHZ           | KSHMR                   | Ghostemane   | SSIO           |                |                | The Stickmen Project |                     |                     | Code Black           | Ran-D                | Da Tweekaz              |                        |
| Jason Derulo          | Apache 207        | Timmy Trumpet    | James Arthur  | Vini Vici               | Kontra K     |                |                |                |                      |                     |                     | Mozhart              |                      |                         |                        |
|                       |                   |                  | Cypress Hill  |                         | Yung Hurn    |                |                |                |                      |                     |                     |                      |                      |                         |                        |

### 2023
Das Frequency 2023 fand vom 17. bis 19. August 2023 in St. Pölten statt.
| DAYPARK      | DAYPARK         | DAYPARK          | DAYPARK        | DAYPARK          | DAYPARK     | DAYPARK        | DAYPARK                    | DAYPARK        | NIGHTPARK           | NIGHTPARK            | NIGHTPARK           | NIGHTPARK            | NIGHTPARK            | NIGHTPARK            |
| Space Stage  | Space Stage     | Space Stage      | Green Stage    | Green Stage      | Green Stage | Red Bull Stage | Red Bull Stage             | Red Bull Stage | Nightpark 2nd Stage | Nightpark 2nd Stage  | Nightpark 2nd Stage | Nightpark Main Stage | Nightpark Main Stage | Nightpark Main Stage |
| ------------ | --------------- | ---------------- | -------------- | ---------------- | ----------- | -------------- | -------------------------- | -------------- | ------------------- | -------------------- | ------------------- | -------------------- | -------------------- | -------------------- |
| 17. August   | 18. August      | 19. August       | 17. August     | 18. August       | 19. August  | 17. August     | 18. August                 | 19. August     | 17. August          | 18. August           | 19. August          | 17. August           | 18. August           | 19. August           |
| Ekkstacy     | Filly           | Casey Lowry      | Only the Poets | Emelie Trahan    | Verifiziert | Sadi           | Frinc                      | Kitana         | Piri                | Splinta              | Youphoria           | Flava D              | Whipped Cream        | 3LNA                 |
| KennyHoopla  | ClockClock      | Mehnersmoos      | Mother Mother  | Call me Karizma  | Hoodblaq    | Ness           | Kafvka                     | Hannah Grae    | Gryffin             | Pandora              | Metrik              | Hybrid Minds         | San Holo (DJ Set)    | Lari Luke            |
| BBNO$        | Calum Scott     | Provinz          | Tom Gregory    | Harris & Ford    | Ski Aggu    | Rian           | Frankie Stew & Harvey Gunn | Ewan Mainwood  | Lilly Palmer        | Holy Goof            | Dimension (DJ Set)  | Sub Focus (DJ Set)   | Deorro               | W&W                  |
| Robin Schulz | Tom Odell       | Farruko          | Meduza         | Mathea           | 01099       | Dilla          | -                          | The Aces       | Kobosil             | Kanine               | Vibe Chemistry      | Luude                | Darren Styles        | HBZ                  |
| Limp Bizkit  | Trettmann       | K.I.Z            | Fäaschtbänkler | Finch            | Nina Chuba  | Ennio          | Picture This               | Daisy Brain    | Sefa                | Used                 | Georgie Riot        | Fox Stevenson        | Modestep (DJ Set)    | Wildstylez           |
| Macklemore   | Central CEE     | Kraftklub        | Alligatoah     | Electric Callboy | BHZ         | $oho Bani      | Edwin Rosen                | AJR            |                     | NC:Matic b2b Demased |                     |                      |                      |                      |
| Die Ärzte    | Imagine Dragons | Armin Van Buuren | Brennan Heart  | Luciano          | Ufo361      | T-Low          |                            |                |                     | Replic b2b Disturbo  |                     |                      |                      |                      |
|              |                 |                  |                |                  | Lil Tjay    |                |                            |                |                     |                      |                     |                      |                      |                      |

### 2024
Das Frequency 2024 fand vom 14. bis 17. August in St. Pölten statt. Anfangs waren 3 Tage angekündigt, mit dem „Frequency X-Tended“ kam noch ein weiterer Festivaltag dazu.
| DAYPARK            | DAYPARK                | DAYPARK          | DAYPARK        | DAYPARK             | DAYPARK          | DAYPARK         | DAYPARK        | DAYPARK        | DAYPARK        | NIGHTPARK           | NIGHTPARK            | NIGHTPARK           | NIGHTPARK            | NIGHTPARK            | NIGHTPARK            |
| Frequency X-Tended | Space Stage            | Space Stage      | Space Stage    | Green Stage         | Green Stage      | Green Stage     | Red Bull Stage | Red Bull Stage | Red Bull Stage | Nightpark 2nd Stage | Nightpark 2nd Stage  | Nightpark 2nd Stage | Nightpark Main stage | Nightpark Main stage | Nightpark Main stage |
| ------------------ | ---------------------- | ---------------- | -------------- | ------------------- | ---------------- | --------------- | -------------- | -------------- | -------------- | ------------------- | -------------------- | ------------------- | -------------------- | -------------------- | -------------------- |
| 14. August         | 15. August             | 16. August       | 17. August     | 15. August          | 16. August       | 17. August      | 15. August     | 16. August     | 17. August     | 15. August          | 16. August           | 17. August          | 15. August           | 16. August           | 17. August           |
| Dasha              | Upsahl                 | Leila            | Beth McCarthy  | Luzine              | Master Peace     | Mackenzy Mackay | Ritter Lean    | Bon Jour       | Up Close       | Mr. Highfi          | Fox Stevenson (live) | NoooN               | Shoki287             | Juicy M              | Youphoria            |
| Regard             | Querbeat               | Ivo Martin       | Sam Tompkins   | Joey Valence & Brae | Neil Frances     | Joost           | Zimmer90       | Raum27         | Emma Mo        | Pandora             | Delta Heavy          | Outsiders           | Nostalgix            | Sam Feldt            | Koven                |
| David Kushner      | Feine Sahne Fischfilet | Zoe Wees         | Southstar      | Grandson            | Leony            | Souly           | Levin Liam     | Bluai          | Calum Bowie    | Mandidextrous       | Andy C               | Miss K8             | Morten               | Dillon Francis       | Netsky               |
| Tream              | Ski Aggu               | Lost Frequencies | RIN            | Kenya Grace         | Jeremias         | Money Boy       | Baby B3NS      | MilleniumKid   | Thxsomch       | Hedex ft Eksman     | Mefjus ft. Daxta     | GPF                 | Will Sparks          | Valentino Khan       | Sigma                |
| Calum Scott        | Yungblud               | Timmy Trumpet    | Sido           | Badmómzjay          | Dean Lewis       | Jazeek          | Domiziana      | Viji           | Venbee         | Mozey               | Siren                | Gezellige Uptempo   | Sub Zero Project     | Hol!                 | Macky Gee            |
| Ed Sheeran         | The Offspring          | Cro              | Peter Fox      | James Arthur        | Louis Tomlinson  | Paula Hartmann  | Artemas        | Lany           |                | Demased b2b Fourtex |                      |                     |                      |                      |                      |
|                    | Apache 207             | Raf Camora       | Camo & Krooked | Raye                | Brutalismus 3000 | Makko           |                |                |                | Shimazu             |                      |                     |                      |                      |                      |
|                    |                        |                  |                | Rise Against        |                  | Yung Hurn       |                |                |                |                     |                      |                     |                      |                      |                      |

### 2025
Das Frequency 2025 fand vom 13. bis 15. August 2025 in St. Pölten statt.